# 類光蟾魚
類光蟾魚（学名：Porichthys mimeticus），為輻鰭魚綱蟾魚目蟾魚科的其中一種，分布於東太平洋中部的加利福尼亞灣海域，棲息深度82-185公尺，體長可達18.5公分，為底棲性魚類。